# Schlacht von Cartagena de Indias (1741)
Als Schlacht um Cartagena wird die Belagerung von Cartagena de Indias (heute Cartagena, Kolumbien) im Frühjahr 1741 bezeichnet. Spanier und Einheimische verteidigten zwei Monate lang die karibische Hafenstadt, die angreifenden Briten mussten unter hohen Verlusten abziehen.

## Ausgangssituation
Durch den Asiento de Negros und weitere, Spanien aufgezwungene Verträge (Asientos) kontrollierte Großbritannien bereits den spanischen Sklavenhandel nach Amerika sowie 80 Prozent des gesamten spanischen Amerikahandels. Den Rest schädigten britische Kaperfahrer bzw. Schmuggler. Im Asiento-Krieg (spanisch Guerra del Asiento, englisch War of Jenkins’ Ear) versuchte Großbritannien dann, den gesamten spanischen Seehandel an sich zu reißen. Zu diesem Zweck sollten die spanischen Kolonien in der Karibik erobert werden. In einem Überraschungsangriff gelang dem britischen Vizeadmiral Edward Vernon im November 1739 zunächst die Einnahme des spanischen Silberhafens Portobelo in Panama. Vernons nächstes Ziel war Cartagena de Indias, eine Schlüsselstellung im Vizekönigreich Neugranada (Kolumbien). Die Stadt wurde von vier massiv mit Artillerie bewehrten Forts beschützt, die von Festungsbaumeister Carlos des Naux (Desnaux) errichtet bzw. verstärkt worden waren. Das wichtigste dieser Forts war San Felipe de Barajas (das in einigen Quellen auch als Fort San Lazaro bezeichnet wird).

## Belagerung von Cartagena
Mit einer Flotte von 150 bzw. 180 Kriegs- und Transportschiffen, darunter allein 36 Linienschiffe, blockierte die Royal Navy am 13. März 1741 Cartagena und landete 12.600 Marinesoldaten und nordamerikanische Milizionäre aus der Neuengland-Kolonie Virginia vor der Stadt. Cartagena wurde nur von 3.000 spanischen und kreolischen Soldaten und Milizionären sowie 600 indianischen Bogenschützen verteidigt. Im Hafen lagen sechs spanische Linienschiffe unter dem Kommando von Vizeadmiral Blas de Lezo. Beim Versuch, die Blockade zu durchbrechen, fiel sein Admiralsschiff Galicia in britische Hände und wurde daraufhin von spanischen Hafenbatterien zerstört. Die übrigen Schiffe ließ de Lezo in den beiden schmalen Einfahrten in die Bucht von Cartagena versenken. Damit konnte er ein Eindringen der Briten in die Bucht zwar nicht verhindern, aber erschweren und verzögern, während die Spanier die Forts mit den Mannschaften und Kanonen der aufgegebenen Schiffe verstärkten.
Als erstes beschossen die Briten unter Commodore Lestock das Fort San Luis de Bocachica, das von 500 Kreolen unter Colonel Des Naux verteidigt wurde und auch nach 16 Tagen Bombardement noch immer mehrere Angriffe zahlenmäßig überlegener britischer Landungstruppen abwehrte. Als die Briten schließlich die Einfahrt in die Bucht erzwingen konnten, gaben die Verteidiger San Luis auf und zogen sich in das von de Lezo verteidigte Fort San Felipe de Barajas zurück. Nachdem eine von Lawrence Washington befehligte Einheit nordamerikanischer Milizionäre auch den von den Spaniern geräumten strategisch wichtigen Hügel La Colina de La Popa besetzen konnte, begann Vernon von dort die Stadt und die Festung beschießen zu lassen. Voreilig ließ er sogar schon die Einnahme der Stadt bzw. den vermeintlich bevorstehenden Sieg nach London vermelden und entsprechende Gedenkmünzen prägen. Die Belagerer blieben aber in den umgebenden Sümpfen stecken, rasch breitete sich dort Sumpffieber und Cholera unter ihnen aus. Zudem wurden die Briten durch Ausfälle der Verteidiger und ständige Guerilla-Angriffe der einheimischen Bevölkerung massiv dezimiert. Am 8. Mai schließlich begann die britische Flotte mit dem Rückzug, die letzten Schiffe verließen die Bucht von Cartagena am 20. Mai.

## Verluste
Die Briten hatten während der zweimonatigen Schlacht Nachschub und Verstärkungen erhalten, die Angaben über ihre Stärke schwanken daher zwischen 8.000 Mann (die 4.000 nordamerikanischen Milizionäre offenbar nicht eingerechnet) und 27.600 Mann. Ebenso schwanken die Angaben über die britischen Verluste zwischen 5.000 Mann und 18.000 Mann. Von den nordamerikanischen Milizionären kehrte nur jeder Sechste lebend nach Virginia zurück. Während die angloamerikanische Geschichtsschreibung die großen Verluste vor allem den Sümpfen und Seuchen zuschreibt, nennt die spanisch-iberoamerikanische Lesart die spanische Artillerie bzw. die Guerilla-Angriffe an erster Stelle und ordnet die britische Niederlage als Beispiel für das Unterschätzen eines Gegners ein. Der Marinehistoriker Alexander Meurer sah die Ursachen für das Scheitern der Briten vor allem in der „Unfähigkeit und Uneinigkeit ihrer See- und Heeresbefehlshaber“, während die spanischen Befehlshaber von Vizekönig Sebastián de Eslava effektiv und letztlich erfolgreich koordiniert worden waren.

## Epilog
Die vor Cartagena geschlagenen Briten segelten nach Jamaica zurück. Dort wurden sie durch einige Hilfstruppen verstärkt und stachen im Juli 1741 erneut in See. Ziel war diesmal die kubanische Hafenstadt Santiago de Cuba, doch wie schon vor Cartagena scheiterten die Briten auch vor Santiago an der spanischen Gegenwehr und tropischen Krankheiten bzw. an Differenzen zwischen Admiral Vernon und Generalleutnant Wentworth, dem Kommandeur der Landtruppen. Während der mehr als vier Monate, in denen die Briten vor Santiago von den Spaniern dezimiert und von Krankheiten dahingerafft wurden, erlag in Cartagena auch Blas de Lezo seinen Verletzungen. Der Held von Cartagena starb im September 1741 an einer beim Kampf im Sumpf erlittenen Schusswunde, die sich infiziert hatte.

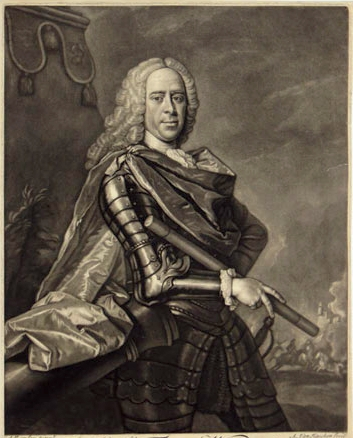
General Thomas Wentworth
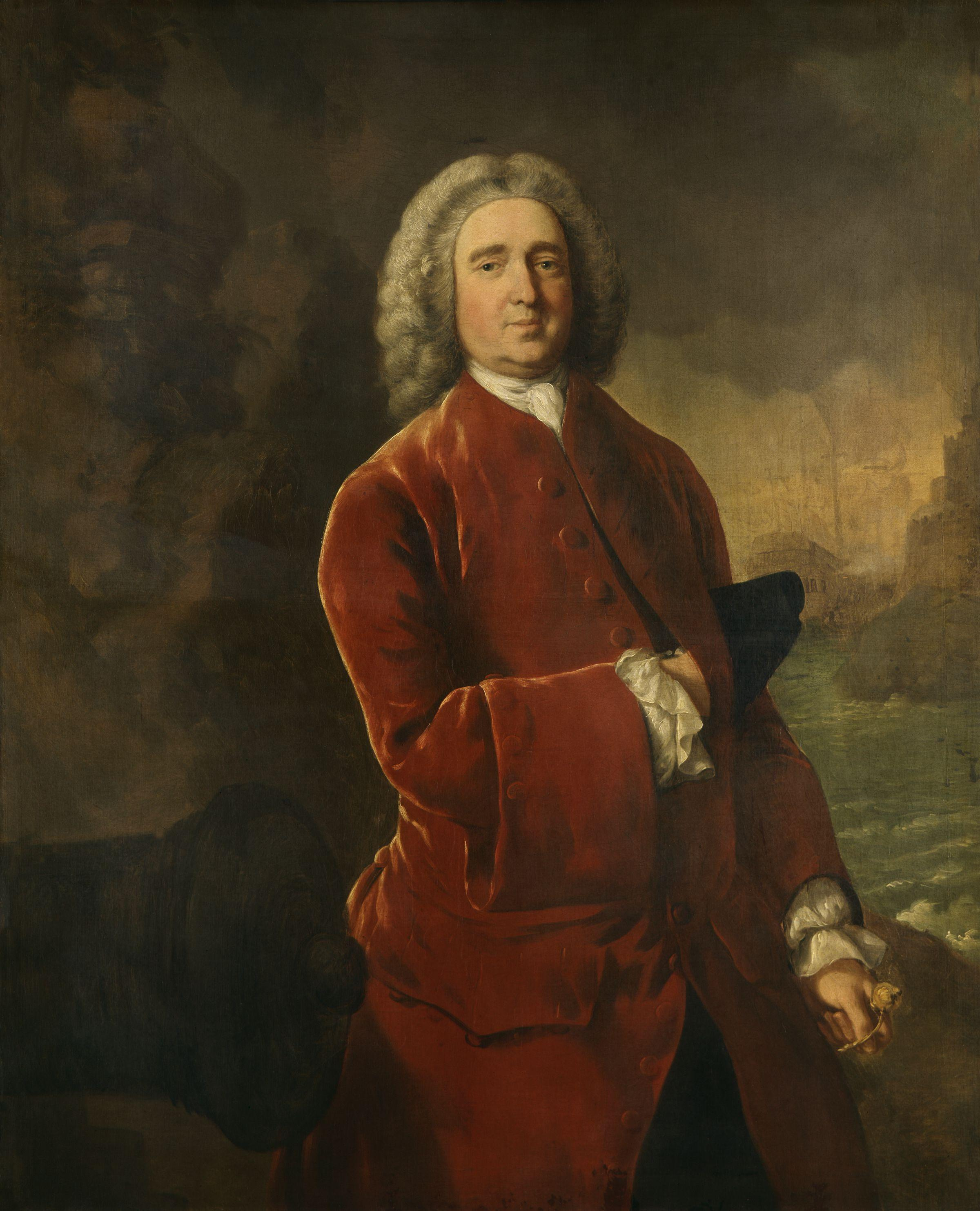
Admiral Edward Vernon
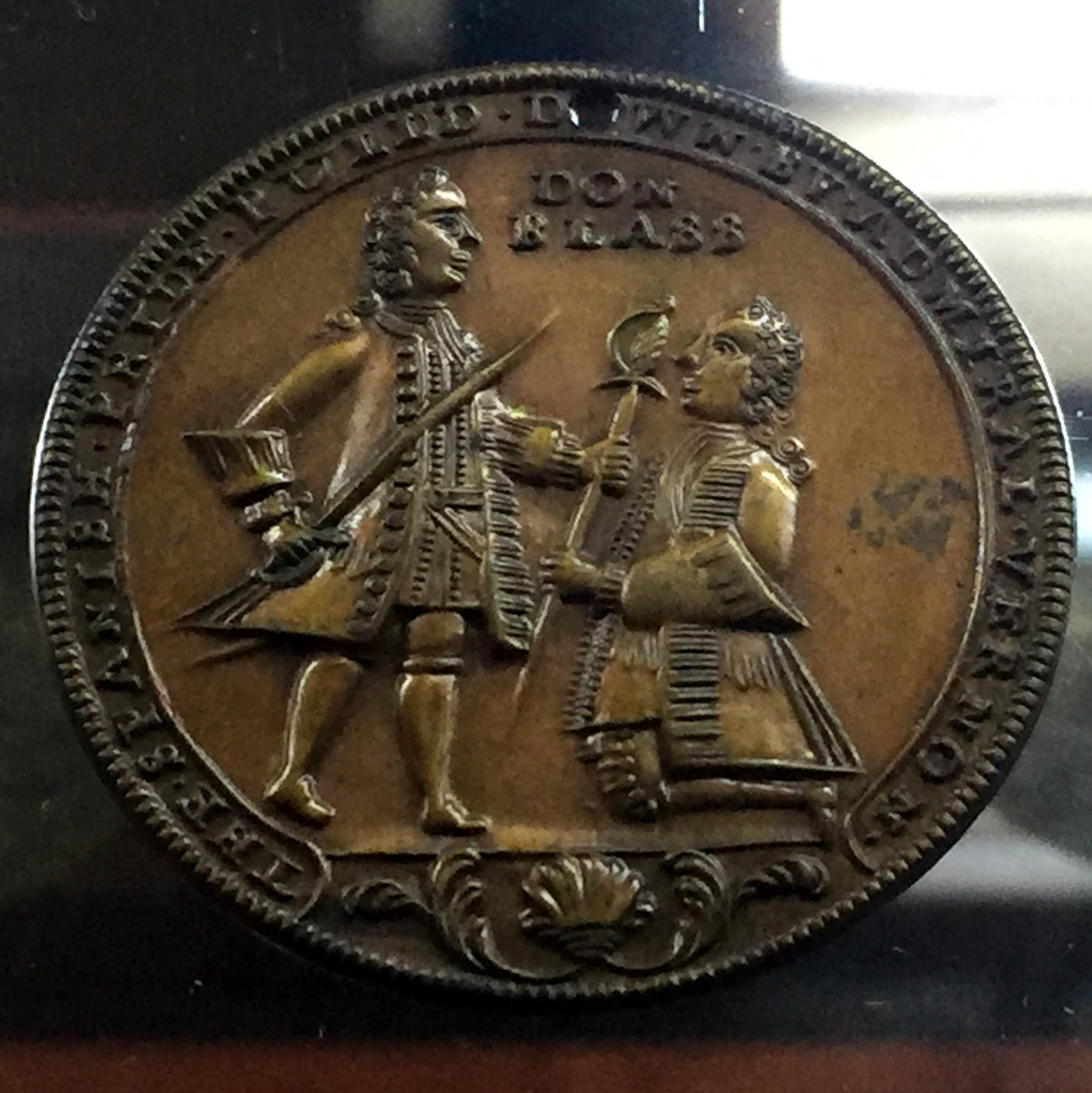
Voreilig hatte Vernon Gedenkmünzen geprägt, die eine Kapitulation der Spanier unter „Dom Blass“ darstellten
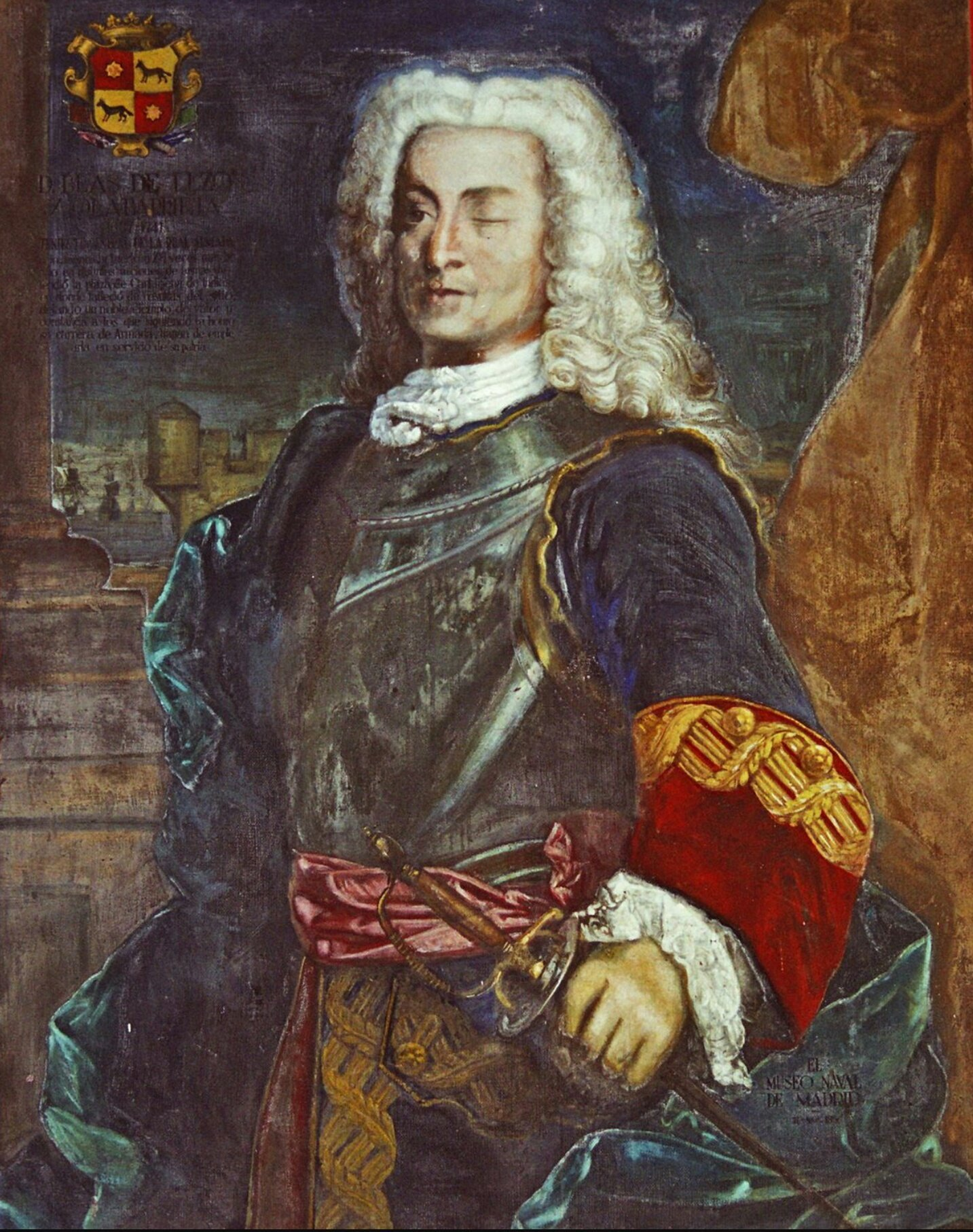
Generalleutnant Blas de Lezo
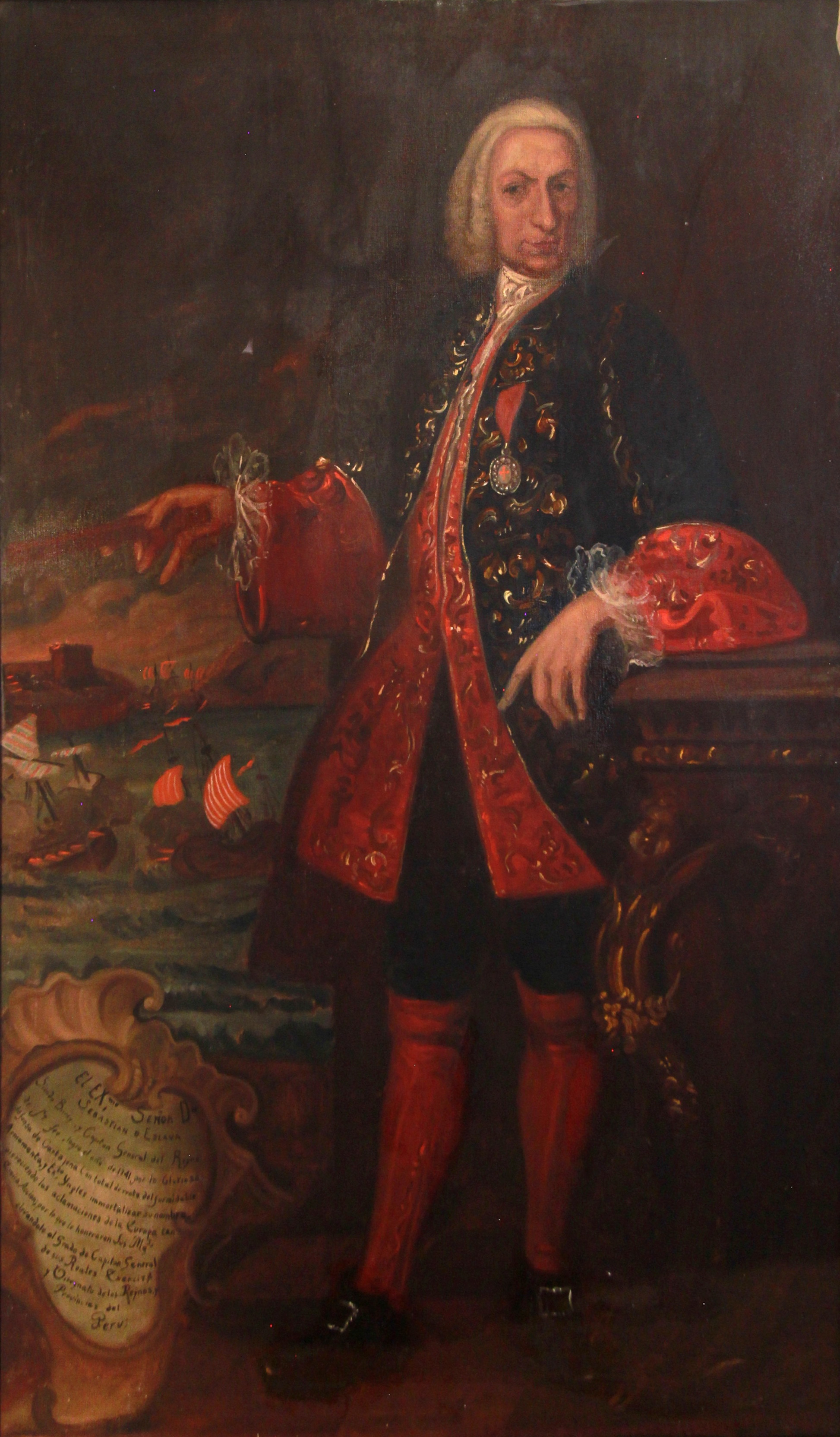
Vizekönig Sebastián de Eslava

## Mediale Rezeption
Die Pirate-Metal-Band Alestorm veröffentlichte 2014 den Titel 1741 (Battle Of Cartagena), welcher die Schlacht thematisiert.